# كارلتون شامبرز
كارلتون شامبرز هو منافس ألعاب قوى كندي، ولد في 27 يونيو 1975.

## وصلات خارجية
- كارلتون شامبرز على موقع الاتحاد الدولي لألعاب القوى (الإنجليزية)
- كارلتون شامبرز على موقع الاتحاد الكندي لألعاب القوى (الإنجليزية)
- كارلتون شامبرز على موقع اللجنة الأولمبية الدولية (الإنجليزية)
- كارلتون شامبرز على موقع أوليمبيديا (الإنجليزية)
- كارلتون شامبرز على موقع اللجنة الأولمبية الكندية (الإنجليزية)
- كارلتون شامبرز على موقع اتحاد ألعاب الكومنولث (مؤرشف) (الإنجليزية)
- كارلتون شامبرز على موقع قاعة كندا للمشاهير الرياضية (الإنجليزية)